# Arteră mezenterică superioară
Artera mezenterică superioară (AMS) are originea de pe suprafața anterioară a aortei abdominale, chiar inferior originii trunchiului celiac și vascularizează intestinul, din partea inferioară a duodenului, două treimi din colonul transvers, precum și pancreasul.

## Anatomie
Are originea anterior la marginea inferioară a vertebrei L1 la individul adult. De obicei este 1 cm mai jos decât trunchiul celiac. Are un traseu inițial într-o direcție anterioară / inferioară, trecând în spatele / sub gâtul pancreasului și al venei splenice. Situate sub această porțiune a arterei mezenterice superioare, între ea și aorta, sunt următoarele:
- vena renală stângă - având traseul între rinichiul stâng și vena cavă inferioară (poate fi comprimată între artera mezenterică superioară și aorta abdominală în această locație, ducând la sindromul spărgător de nuci).
- a treia parte a duodenului, un segment al intestinului subțire (poate fi comprimat de artera mezenterică superioară în această locație, ducând la sindromul arterei mezenterice superioare).
- procesul uncinat al pancreasului - aceasta este o mică parte a pancreasului care se agață în jurul arterei mezenterică superioară.

Artera mezenterică superioară are un traseu de obicei spre stânga venei denumite în mod similar, vena mezenterică superioară. După ce trece peste gâtul pancreasului începe să-și dea ramurile.

### Ramurile arterei mezenterice superioare
| Ramură                                 | Zonă vascularizată                                                                            |
| -------------------------------------- | --------------------------------------------------------------------------------------------- |
| artera pancreaticoduodenală inferioară | capul pancreasului și către părțile ascendente și inferioare ale duodenului (buclă proximală) |
| arterele intestinale                   | ramuri către ileon, ramuri spre jejun (buclă proximală)                                       |
| artera ileocolică                      | furnizează ultima parte a ileonului, cecului și apendicelui (buclă distală)                   |
| artera colică dreaptă                  | la colon ascendent (buclă distală)                                                            |
| artera colică mijlocie                 | la colon transvers (bucla distală)                                                            |

Ramurile mijlocii, drepte și ileocecale se anastomozează între ele pentru a forma o arteră marginală de-a lungul marginii interioare a colonului. Această arteră este completată de ramuri ale arterei colice stângi, care este o ramură a arterei mezenterice inferioare.

## Relevanță clinică
- Comparativ cu alte vase de dimensiuni similare, artera mezenterică superioară este în mare parte scutită de efectele aterosclerozei. Acest lucru se poate datora unor condiții hemodinamice de protecție.
- Ocluzia acută a arterei mezenterice superioare duce aproape invariabil la ischemie intestinală și are adesea consecințe devastatoare, până la 80% din ocluziile arterei mezenterice superioare duc la moarte. [1]
- Artera mezenterică superioară poate comprima vena renală stângă, ducând la sindromul spărgător de nuci; și / sau a treia parte (orizontală) a duodenului, ducând la sindromul arterei mezenterice superioare.

## Imagini suplimentare

Volumul⁠(d) animat a făcut scanarea CT⁠(d) a vaselor de sânge abdominale și pelvine.
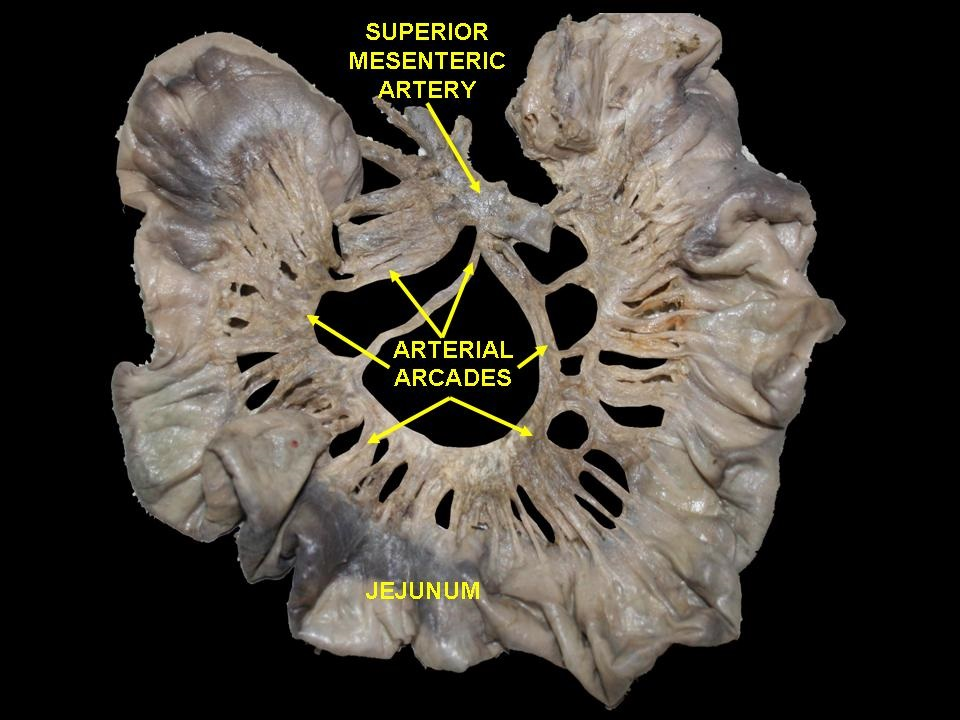
Artera mezenterică superioară
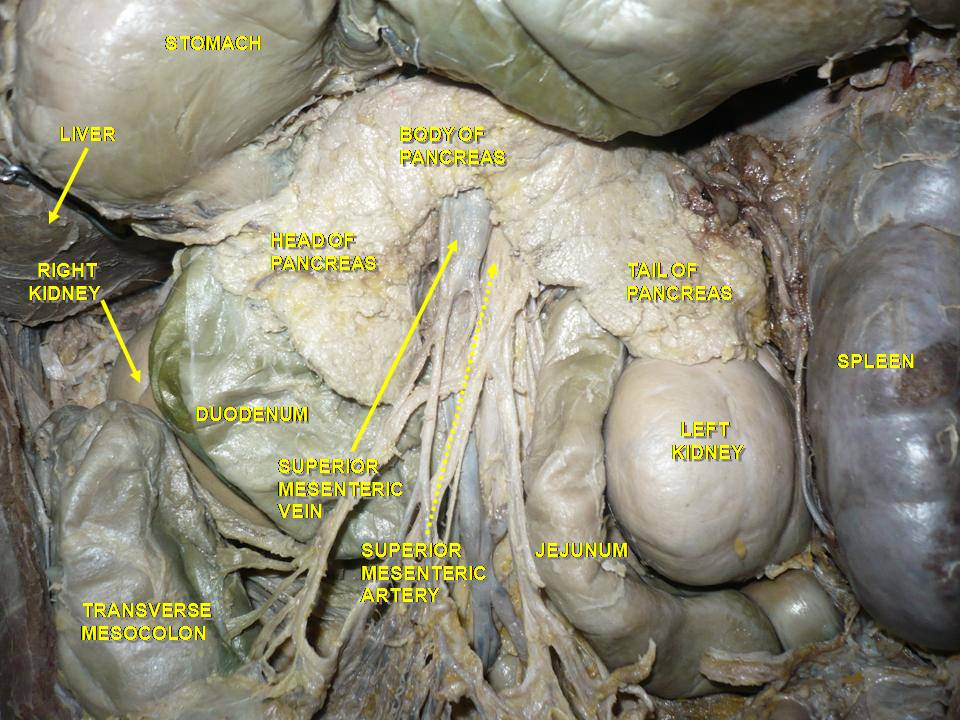
Disecție care arată relația anatomică dintre artera mezenterică superioară și structurile înconjurătoare